# 金桥客运站 (地铁)
金桥客运站是南宁轨道交通5号线的地铁车站，位于中华人民共和国广西壮族自治区南宁市兴宁区东虹路与雅岭路交叉口东侧，为5号线东端终点站，于2021年12月16日开通。

## 车站结构
金桥客运站位于东虹路与雅岭路交叉口东侧，沿东虹路设置，呈东西走向，为地下两层岛式站台车站，车站长594米，标准段宽19.2米，车站地下一层为站厅层，地下二层为站台层，站台设置全高站台门。车站西侧设有一条单渡线，东侧设有两条存车线，供列车折返使用。
| 地面              | 出入口 | A、B、C出入口                                                                               |
| 地下一层          | 站厅   | 客服中心、自动售票机、验票机                                                                |
| 地下二层          | 站台   | \| \| \| █ 5号线往国凯大道（降桥） \| \| 島式 · 開左邊车门 \| \| \| \| \| \| █ 5号线落客 \| |
|                   |        | █ 5号线往国凯大道（降桥）                                                                   |
| 島式 · 開左邊车门 |        |                                                                                             |
|                   |        | █ 5号线落客                                                                                 |

## 出入口
金桥客运站共有3个出入口，各出口及周围设施如下所示：
| 编号                | 出入口信息                       | 照片 | 无障碍设施 |
| ------------------- | -------------------------------- | ---- | ---------- |
| A · 出口            | 东虹路，雅岭路，虹桥小学         |      | 不適用     |
| B · 出口 · （设有） | 东虹路，金桥客运站               |      |            |
| C · 出口            | 昆仑大道，东虹路，兴宁区消防大队 |      | 不適用     |
| 图例： 设有         |                                  |      |            |

## 接驳交通

### 公交车
- 地铁金桥站：K8路，38路，42路，75路，202路，215路，802路，地铁快巴14路，地铁快巴9路
- 金桥客运站：20路，606路，K22路

## 车站历史
本站工程名与正式站名均为金桥客运站，以车站临近的南宁金桥客运汽车站命名。
- 2018年12月30日，车站与昆仑立交交叉段主体结构封顶[2]。
- 2019年11月27日，车站主体结构封顶[3]。
- 2021年12月16日，车站随5号线一期通车开通[1]。